# Yaxing Co
Yaxing Co (kinesiska: 雅西错) är en sjö i Kina. Den ligger i provinsen Qinghai, i den nordvästra delen av landet, omkring 860 kilometer väster om provinshuvudstaden Xining. Yaxing Co ligger 4 504 meter över havet. Trakten runt Yaxing Co består i huvudsak av gräsmarker.